# فابيان ويد
فابيان ويد (بالألمانية: Fabian Wiede) مواليد 8 فبراير 1994 في باد بلتسيغ، ألمانيا، هو لاعب كرة يد ألماني يلعب كظهير أيمن. يلعب حاليا مع نادي فوكس برلين لكرة اليد ويحمل الرقم 3. مثل منتخب ألمانيا لكرة اليد. شارك في دورة الألعاب الأولمبية الصيفية سنة 2016.

## سجل المنافسة
شارك في البطولات التالية:
- بطولة أوروبا لكرة اليد للرجال 2016
- الألعاب الأولمبية الصيفية 2016

## الإنجازات
- كرة اليد في الألعاب الأولمبية الصيفية:
  -  برونزية: كرة اليد في الألعاب الأولمبية الصيفية 2016 – مسابقة الرجال
- بطولة أوروبا لكرة اليد للرجال:
  -  ذهبية: بطولة أوروبا لكرة اليد للرجال 2016

## روابط خارجية
- فابيان ويد على موقع الاتحاد الأوروبي لكرة اليد (الإنجليزية)
- فابيان ويد على موقع الدوري الألماني لكرة اليد (الألمانية)
- فابيان ويد على موقع اللجنة الأولمبية الدولية (الإنجليزية)
- فابيان ويد على موقع أوليمبيديا (الإنجليزية)
- فابيان ويد على موقع اللجنة الأولمبية الألمانية (الألمانية)